# Pholioxenus
Pholioxenus (лат.) — род жуков-карапузиков из подсемейства Saprininae (Histeridae).

## Распространение
Палеарктика и Афротропика, пустыни и полупустынии.

## Описание
Мелкие жуки-карапузики, коричневые с бронзовым отливом, тело округлой формы, дорзально сплющенное, длина около 3 мм. Задние голени длинные и узкие. Коготки голеней длинные. Отличаются чешуйчато-пунктирной поверхностью тела. Инквилины в гнёздах млекопитающих (Spermophilopsis, Jaculus, Rhombomys, и других) и птиц, где охотятся на личинок двукрылых и блох. Впервые выделен советским энтомологом Акселем Николаевичем Рейхардтом (1891—1942).

## Виды
Около 25 видов. Некоторые виды рода:
- Pholioxenus phoenix Reichardt, 1929
- Pholioxenus schawalleri Mazur, 1987[2]
- Pholioxenus krali  Olexa, 1984[3]
- Pholioxenus kodymi  Olexa, 1984
- Pholioxenus mesopotamicus Olexa, 1984
- Pholioxenus normandi  Olexa, 1984
- Pholioxenus orichalceus  Reichardt, 1941
- Pholioxenus phoenix  (Reichardt, 1929)
- Pholioxenus pickai  Olexa, 1984
- Pholioxenus quedenfeldti  (Schmidt, 1887)
- Pholioxenus rutilus  (Erichson, 1834)
- Pholioxenus schatzmayri  (Müller, 1910)
- другие виды